# Peu del peduncle
El peu del peduncle és la porció anterior del peduncle cerebral que conté els tractes motors (corticoespinal, corticopontí i corticobulbar), que viatgen des de l'escorça cerebral a la protuberància anular i la medul·la espinal.
En alguns textos més antics això s'anomena peduncle cerebral, però actualment es limita només a la part anterior de la substància blanca.